# Rgielsko
Rgielsko – wieś w Polsce położona w województwie wielkopolskim, w powiecie wągrowieckim, w gminie Wągrowiec.
Wieś duchowna, własność opata cystersów w Wągrowcu pod koniec XVI wieku leżała w powiecie kcyńskim województwa kaliskiego. W latach 1975–1998 miejscowość administracyjnie należała do województwa pilskiego.

## Nazwa

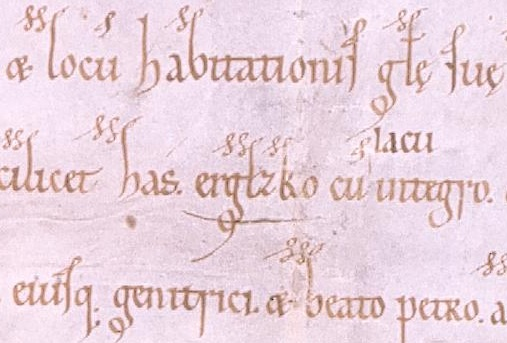
Rgielsko jako Erglzko w łacińskim dokumencie Zbiluta z 1115.

Nazwa miejscowości ma charakter patronimiczny, a ściślej rzecz ujmując - demonimiczny i pochodzi od imienia Rgieł. W panteonie bogów słowiańskich Rgieł był bogiem urodzaju. Rgielsko było prawdopodobnie przez wieki swoistym sanktuarium tego boga, tak jak Arkona na Rugii – miejscem kultu boga Świętowita.
Gramatycznie nazwa składa się z dwóch członów: patronomicznego - Rgiel oraz bezosobowej końcówki sko wywodzącej się od przyrostkowego formantu przymiotnikowego -sk określającego przynależność do czegoś lub kogoś, która jest charakterystyczna dla bardzo dawnych nazw miejscowych nadawanych miejscowościom na terenie średniowiecznej Polski.

## Położenie i historia

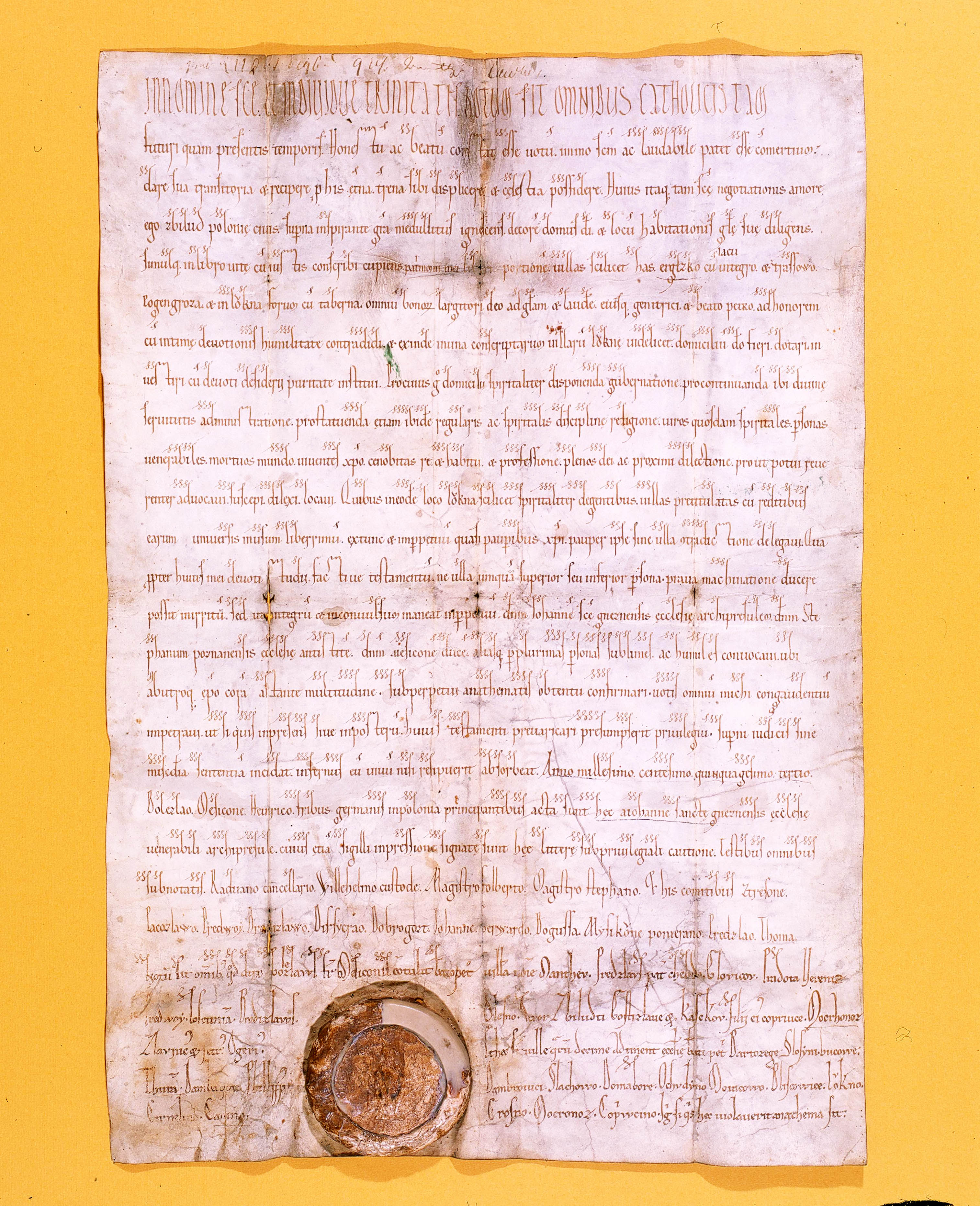
Dokument z 1154 Zbiluta (z rodu Pałuków) obywatela polskiego (“Poloniae civis”) notujący Rielsko jako Erglzko.

Wieś leży nad jeziorem Rgielskim i przecina ją rzeczka Nielba, wypływająca z tego akwenu. Nazwa jej pojawia się w piśmiennictwie już w Średniowieczu w dokumencie fundacyjnym dla cystersów łekneńskich, datowanym na 24 marca 1153 r. Zagospodarowane ziemie: Rgielsko z jeziorem, Straszewo i Panigródz oraz dochody z rynku i karczmy (forum cum taberna) w Łeknie, przekazał w tym roku zakonowi cystersów przybyłych z Altenbergu pod Kolonią komes Zbylut z rodu Pałuków). Była to tzw. święta wymiana: w zamian otrzymał dobra niebiańskie. Rgielsko z jeziorem wchodziło w skład jego ojcowizny. 
Według niektórych historyków motywem sprowadzenia cystersów do Łekna miały być również prace misyjne, bowiem ważnym elementem działania cystersów było m.in. dążenie do ugruntowania wiary chrześcijańskiej na danym terytorium. Od ok. 1205 roku cystersi łekneńscy zaczęli prowadzić misję chrystianizacyjną w Prusach.
Rgielsko i okoliczne miejscowości były w Średniowieczu swoistą enklawą, chronioną od wpływów zewnętrznych bagnami i puszczą. Prawie nie istniała migracja i autochtoniczna ludność tu osiadła, długo była niechętna obcym, w tym cystersom. Mógłby o tym świadczyć poniższy zapis z XVI w. "Roku Pańskiego 1396. Ten opat [Tylman] przeniósł klasztor z Łekna do Wągrowca - posiadłości klasztoru za panowania Władysława Jagiełły, kiedy w katedrze gnieźnieńskiej przewodniczył Dobrogost. Nie potrafimy odgadnąć (...) jakim powodem wiedziony i jakimi impulsami poruszony opat Tylman przeniósł klasztor z Łekna, który już dobrze korzenie swoje tam umocnił. Bo co do miejsca, wygląda [ono] podobnie jak obecnie [tj. w XVI w.]. Czy zaś zaradzając spokojniejszej swojej samotności to zrobili nie możemy stwierdzić. Bo to co inni opowiadają, że wszyscy bracia klasztoru łekneńskiego [zostali] zaproszeni na ucztę przez mieszkańców Łekna ( ...), [a Łeknianie] wkrótce po zapadnięciu zmroku (...) podpalili stos drewna w klasztorze łekneńskim, [cystersi] zaś pijani spiesząc do ugaszenia pożaru przez jezioro, na którym most był położony, złamali [go] na [swoją] zgubę, [i] wkrótce zatonęli (...), nikt z mądrych nie ważył się tego potwierdzić. Oby była wiara u tych, którzy takie rzeczy mówią". Od połowy XVIII w. w księgach parafii Łęgowo-Tarnowo, do której należało Rgielsko, powtarzają się takie nazwiska jak: Rochowiak, Pałczyński, Kubisz, Wiśniewski, czy Małkowski.

## Ciekawostki
Różne ciekawostki o Rgielsku zamieszczone są w poszczególnych tomach „Słownika geograficznego Królestwa Polskiego i innych krajów słowiańskich”:
Rgielsko zostało lokowane na prawie niemieckim w 1282 r. W 1439 r. srożyło się we wsi powietrze morowe. W 1739 r. przeprowadzono podział dóbr cystersów na części przynależne opatowi i klasztorowi. Dochody z Rgielska przypisano temu pierwszemu. W latach 1773–75 sejm powołał komisję do rozgraniczenia dóbr dziedzicznych Jakuba Radońskiego od posiadłości opactwa cystersów w Rgielsku. W 1797 r. władze zaboru pruskiego przeprowadziły kasację klasztoru cystersów. Zaraz potem rząd pruski przejął dobra klasztorne i ustanowił z nich domenę (czyli majątek skarbu państwa), która w powiecie wągrowieckim zajmowała ok. 24 000 ha (w tym 20 772 ha włościańskie, do których odnosił się w następnych latach edykt królewski o zniesieniu pańszczyzny i uwłaszczeniu chłopów, obowiązujący w W. Ks. Poznańskim od 1823 r.), czyli czwartą część jego obszaru. W jej skład weszło również Rgielsko. Około 1880 r. wieś liczyła 35 dymów i 245 mieszkańców. W skład okręgu wiejskiego wchodził młyn Straszewski (2 dymy i 40 mieszkańców). W całym okręgu wiejskim mieszkało zatem 285 mieszkańców w tym 269 katolików i 16 protestantów. Gospodarka wsi była nastawiona na chów bydła. We wsi istniała maślarnia.
W Rgielsku urodził się Florian Kapsa (1898–1940), porucznik piechoty Wojska Polskiego, zamordowany w Charkowie.